# Indigofera hofmanniana
Indigofera hofmanniana är en ärtväxtart som beskrevs av Schinz. Indigofera hofmanniana ingår i släktet indigosläktet, och familjen ärtväxter. Inga underarter finns listade i Catalogue of Life.